# Alexander Kolowrat-Krakowsky

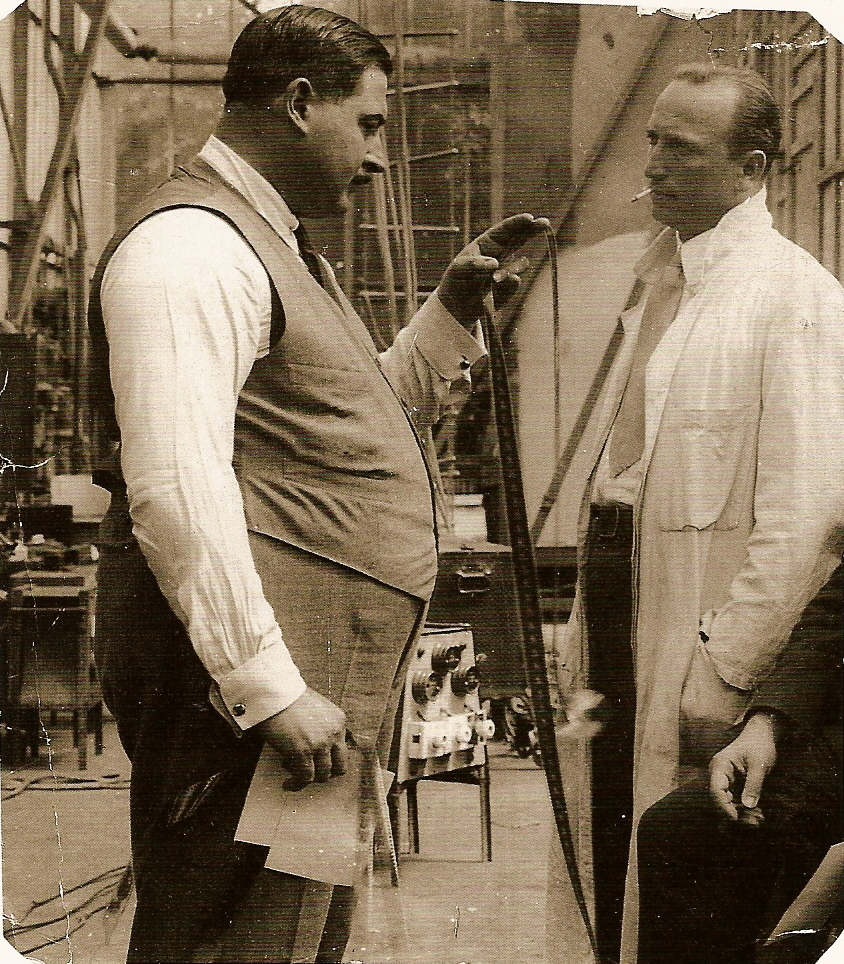
Alexander Sascha Kolowrat-Krakowsky vers 1915/1916.

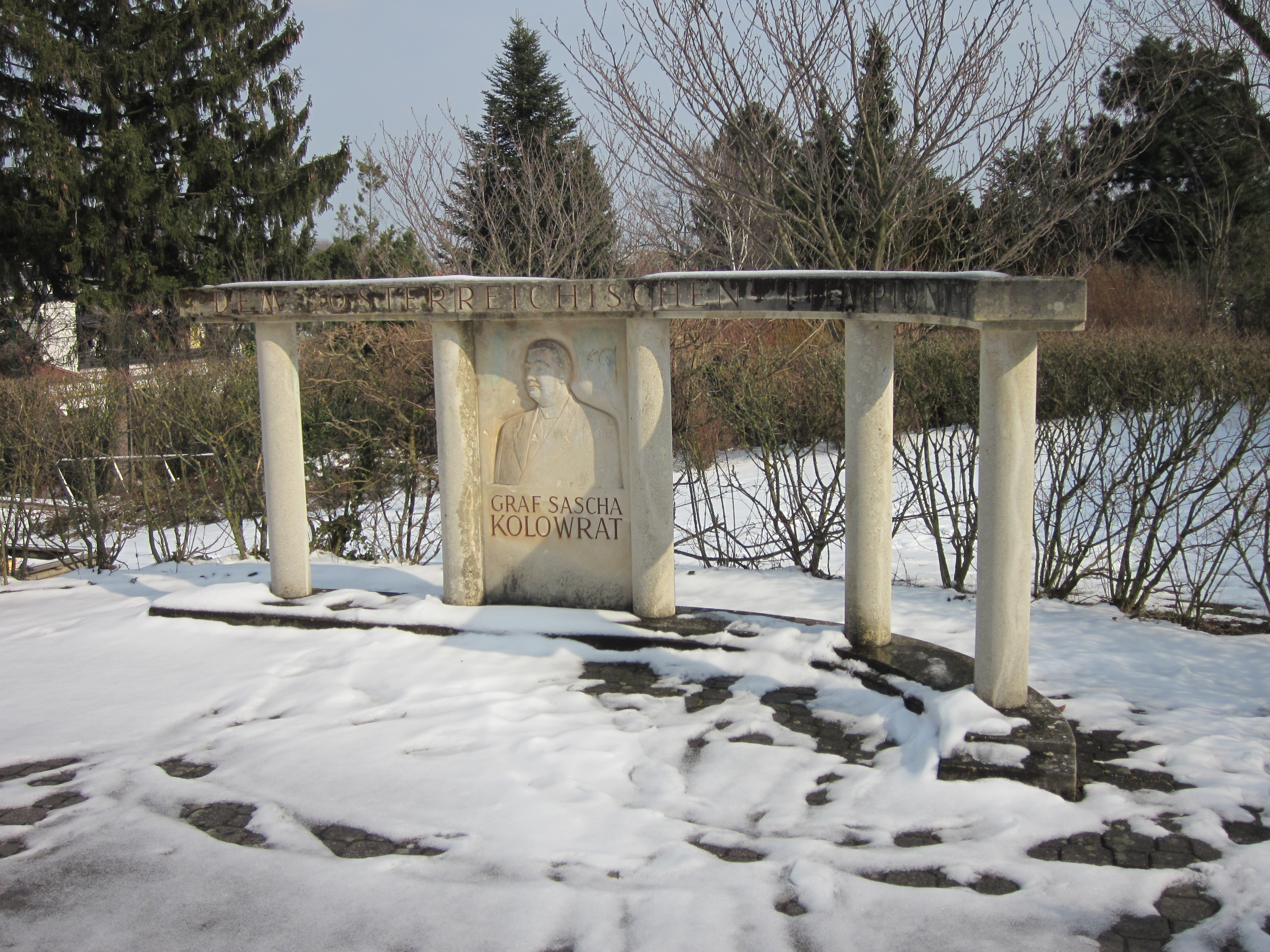
Mémorial Sascha Kolowrat-Krakowsky à Vienne en Autriche.

Le comte Alexander Joseph Graf Kolowrat-Krakowsky connu sous le pseudonyme de Sascha Kolowrat-Krakowsky, né le 29 janvier 1886 à Glen Ridge dans le New Jersey aux États-Unis et mort le 4 décembre 1927 à Vienne en Autriche, est un producteur de films autrichien d'origine et de la noblesse bohémienne-tchèque de la Maison Kolowrat. Pionnier du cinéma autrichien, il a fondé le premier grand studio de cinéma Sascha-Film en Autriche à Vienne. 

## Biographie
Alexander Sascha Kolowrat-Krakowsky est né à Glen Ridge dans le New Jersey. Il était le fils du comte Léopold Filip Kolowrat-Krakowsky (1852–1910) et de sa femme Nadine Freiin von Huppmann-Valbella (1858–1942), la fille d'un fabricant de cigarettes à succès de Saint-Pétersbourg. Il avait trois frères et sœurs : Bertha, Friedrich et Heinrich. 
La raison pour laquelle "Sascha" Kolowrat-Krakowsky est né aux États-Unis est décrite dans une lettre du 30 mars 1984 de son neveu, le comte Colloredo-Mansfeld, au cinéaste autrichien Walter Fritz : En raison d'une « diffamation » supposée ou réelle de son épouse, mon grand-père, Léopold, a tiré sur son adversaire, un prince d'Auersperg, lors d'un duel, qui devait être expié par un exil de plusieurs années, selon les coutumes de ce temps. 
Le comte Léopold Kolowrat eut obtenu de l'empereur François-Joseph Ier d'Autriche, l'autorisation de revenir, la famille retourna en Autriche-Hongrie. 
Sascha Kolowrat a étudié à l'Université catholique de Louvain en Belgique. 
Il a servi dans l'armée comme interprète car il parlait plusieurs langues européennes. 
En 1909, il rencontra à Paris, Charles Pathé. Il se lança alors dans le cinéma, en parallèles à sa passion pour les courses de motos et de voitures, l'aviation et l'aérostation. Cette même année, il filme en privé une course automobile au col du Semmering. 
Après la mort de son père en 1910 et l'héritage de ses domaines en Bohême, Alexander Sascha Kolowrat fonda l'usine Sascha-Film et un laboratoire cinématographique dans son château Groß Meierhöfen (aujourd'hui Velké Dvorce) à Pfraumberg (Přimda). 
En 1912, il s'installe à Vienne et fonde la Sascha-Filmfabrik.
En 1915, il reprend la branche cinéma du k.u.k. Kriegspressequartier (quartier général militaire autrichien) à Vienne. Il a également produit plusieurs films de propagande pendant la Première Guerre mondiale. 
En 1916, il érige le premier grand studio d'Autriche à Vienne. Avec sa société Sascha-Film, il était propriétaire de plusieurs cinémas. 
Alexander Sascha Kolowrat-Krakowsky a travaillé avec de nombreux acteurs, comme Marlene Dietrich et Willi Forst, alors inconnus du grand public, qui ont tous deux joué dans le film muet de 1927 Café Elektric réalisé par Gustav Ucicky. Il fut un pionnier dans tous les genres cinématographiques de l'époque. Les points culminants de son travail artistique ont été les productions de films muets monumentaux comme Sodome et Gomorrhe en 1922 ou Die Sklavenkönigin en 1924, tous deux réalisés par Michael Curtiz à Vienne. 
Le comte possédait le palais Kolowrat situé près de la place Venceslas à Prague. 
Il a financé le développement d'une voiture de sport légère ("Sascha-Wagen") conçue par l'ingénieur Ferdinand Porsche au sein de l'entreprise Daimler , qui a couru à la Targa Florio de 1922 avec Alfred Neubauer au volant. 
Alexander Sascha Kolowrat-Krakowsky est mort des suites d'un cancer en 1927 à Vienne, à l'âge de 41 ans. 

## Sources
1. ↑  Walter Fritz : J'expérimente le monde au cinéma. 100 ans de cinéma et de cinéma en Autriche. éditions Brandstätter, Vienne/Munich 1997, p. 38  (ISBN 3-85447-661-2)